# Claridad del agua

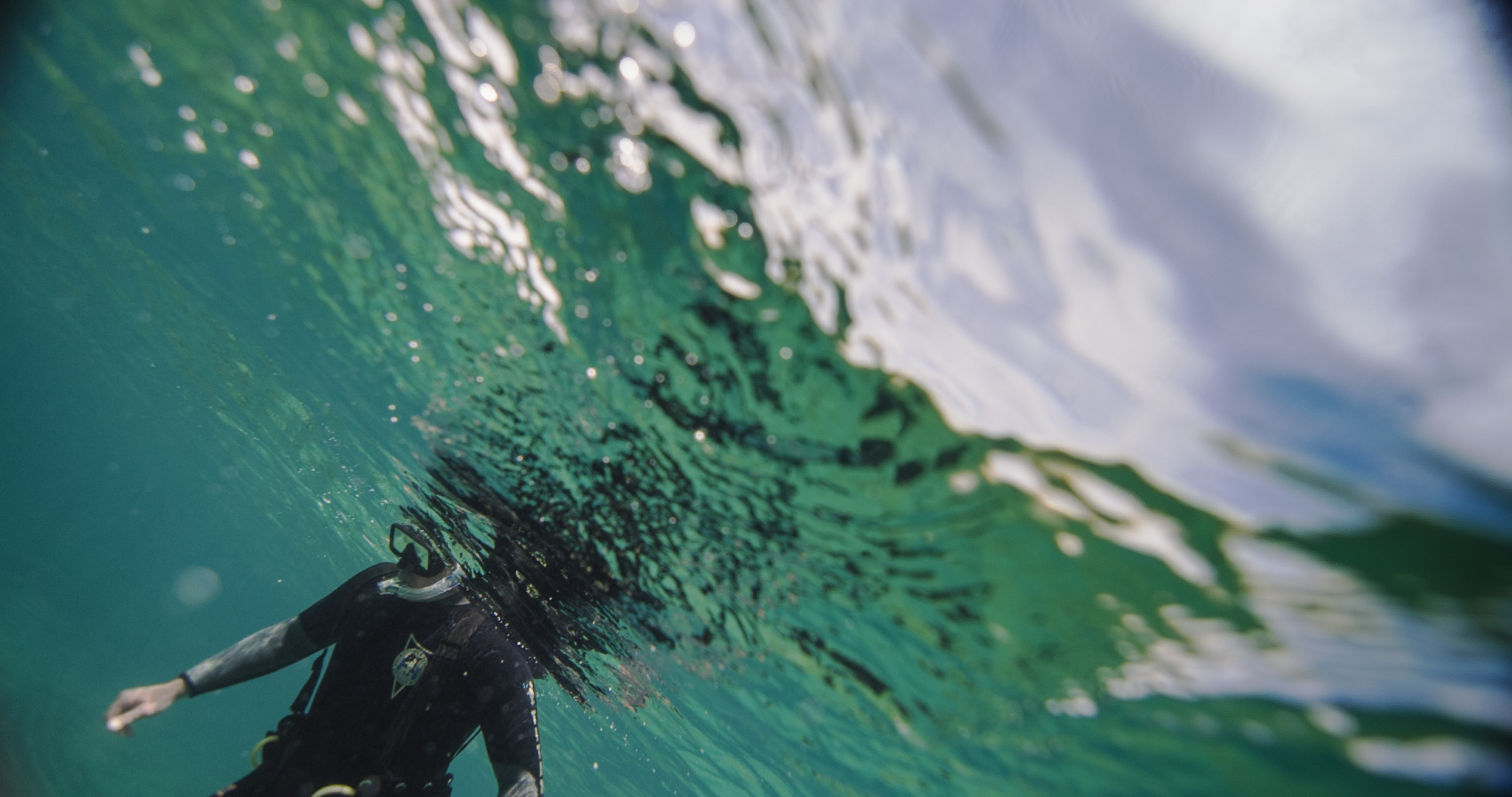
Un buzo entra en las aguas cristalinas del lago Huron.

La claridad del agua es un término descriptivo para la profundidad a la que la luz penetra en el agua. Además de la penetración de la luz, la "claridad del agua" también se usa a menudo para describir la visión submarina. La claridad del agua es una forma en que los humanos miden la calidad del agua, incluida la concentración de oxígeno, la presencia o ausencia de contaminantes y la presencia de algas.

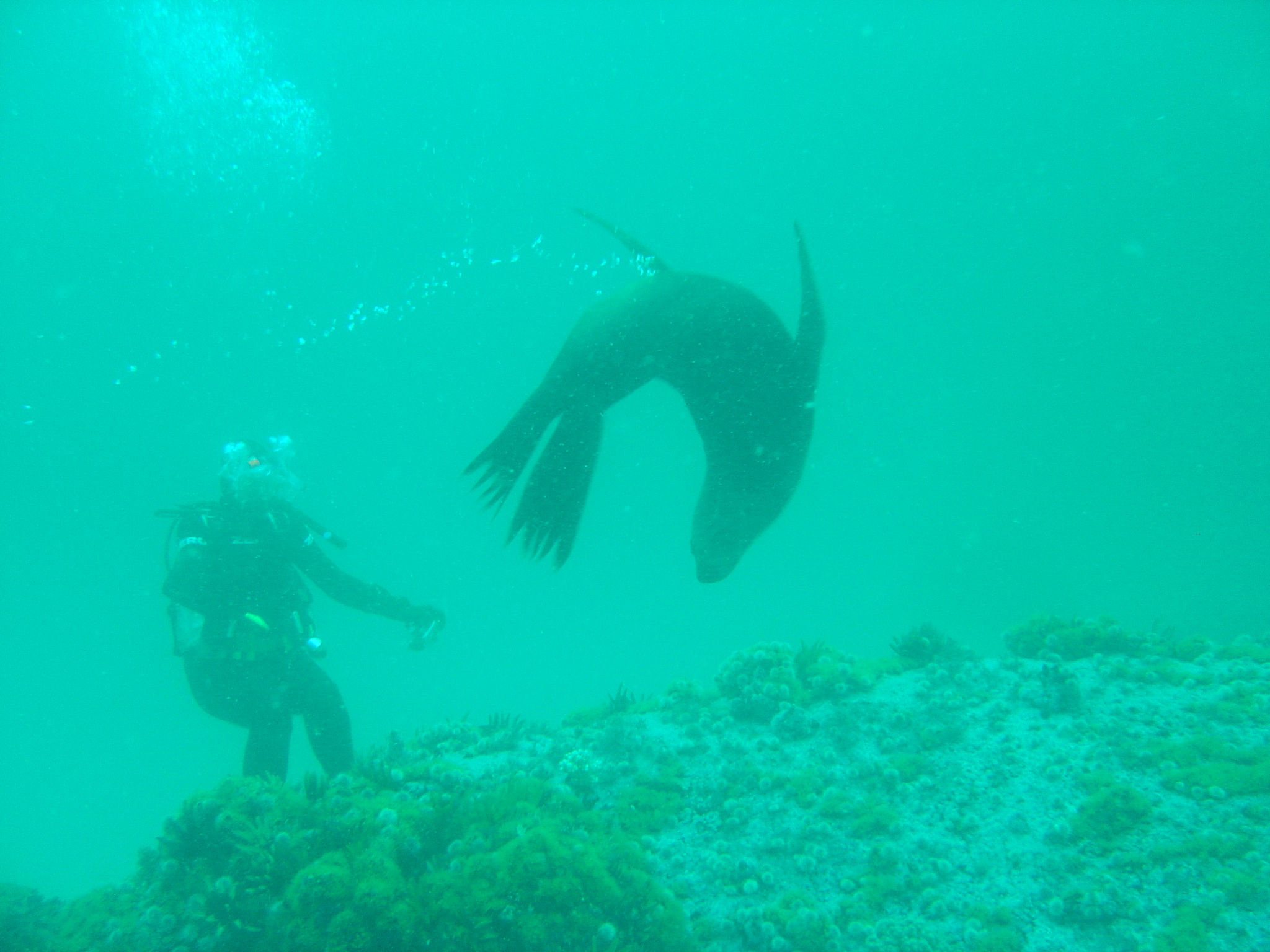

La claridad del agua regula la salud de los ecosistemas submarinos, ya que se ve afectada por la cantidad de luz que llega a las plantas y animales que viven bajo el agua. Las plantas necesitan luz para la fotosíntesis. La claridad del entorno submarino determina la profundidad a la que pueden vivir las plantas acuáticas. La claridad del agua también afecta la forma en que los animales visuales, como los peces, pueden ver a sus presas. La claridad afecta a las plantas y animales acuáticos que viven en todo tipo de agua, incluidos ríos, estanques, lagos, embalses, estuarios, lagunas costeras y mar abierto.
La claridad del agua también afecta la forma en que los humanos interactúan con el agua, desde el juego y los valores de propiedad hasta el mapeo, la defensa y la seguridad. La claridad del agua afecta las percepciones humanas de la calidad del agua, la seguridad recreativa, el atractivo estético y la salud ambiental en general. Los turistas que visitaban la Gran Barrera de Coral estaban dispuestos a pagar por mejores condiciones de claridad del agua para los moluscos. La claridad del agua también afecta los valores de las propiedades frente al mar. En los Estados Unidos, una mejora del 1 % en la claridad del agua incrementó el valor de las propiedades hasta en un 10 %. La claridad del agua es necesaria para ver objetivos bajo el agua, tanto desde arriba como en el agua. Estas aplicaciones incluyen mapeo y operaciones militares. Para mapear características de aguas poco profundas, como arrecifes de ostras y praderas de pastos marinos, el agua debe ser lo suficientemente clara para que un dron, un avión o un satélite pueda ver las características. La claridad del agua también es necesaria para detectar objetos bajo el agua, como submarinos, utilizando luz visible.

## Mediciones de la claridad del agua

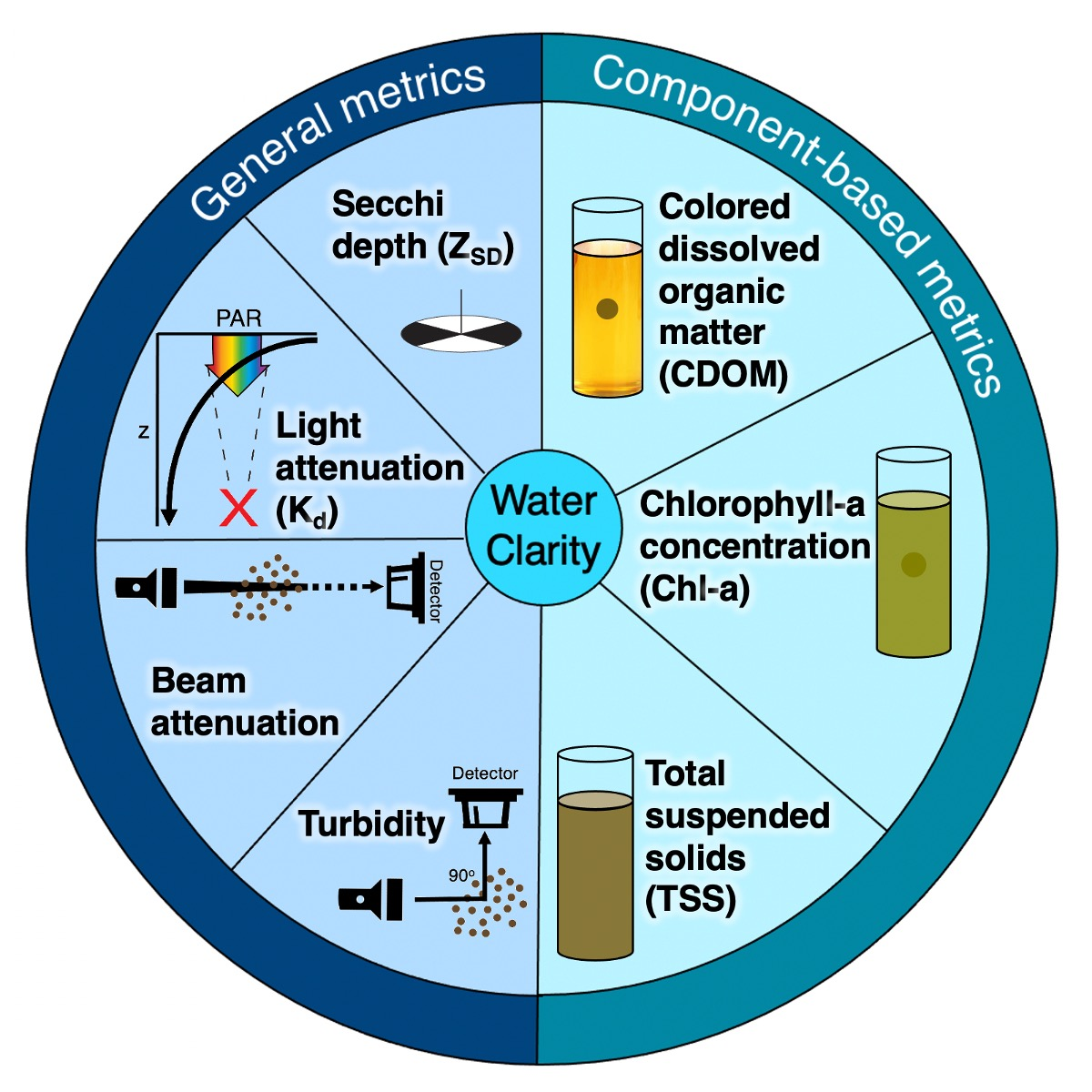
Métricas utilizadas para medir la claridad del agua.

La claridad del agua se mide utilizando múltiples técnicas. Estas medidas incluyen: profundidad de Secchi, atenuación de la luz, turbidez, atenuación del haz, absorción por materia orgánica disuelta coloreada, concentración de pigmento de clorofila-a y concentración de sólidos suspendidos totales . El agua clara generalmente tiene una profundidad Secchi profunda, atenuación de luz baja (penetración de luz más profunda), turbidez baja, atenuación de haz baja y concentraciones bajas de sustancias disueltas, clorofila-a y/o sólidos suspendidos totales. El agua más turbia generalmente tiene una profundidad Secchi poco profunda, alta atenuación de la luz (menos penetración de la luz en la profundidad), alta turbidez, alta atenuación del haz y altas concentraciones de sustancias disueltas, clorofila-a y/o sólidos suspendidos totales.

## Métricas generales

### Profundidad de Secchi
La profundidad de Secchi es la profundidad a la que un disco ya no es visible para el ojo humano. Esta medida fue creada en 1865 y representa uno de los métodos oceanográficos más antiguos. Para medir la profundidad Secchi, se monta un disco blanco o blanco y negro en un poste o línea y se sumerge lentamente en el agua. La profundidad a la que el disco ya no es visible se toma como medida de la transparencia del agua. La profundidad de Secchi es más útil como medida de transparencia o visibilidad submarina.

### Atenuación de la luz

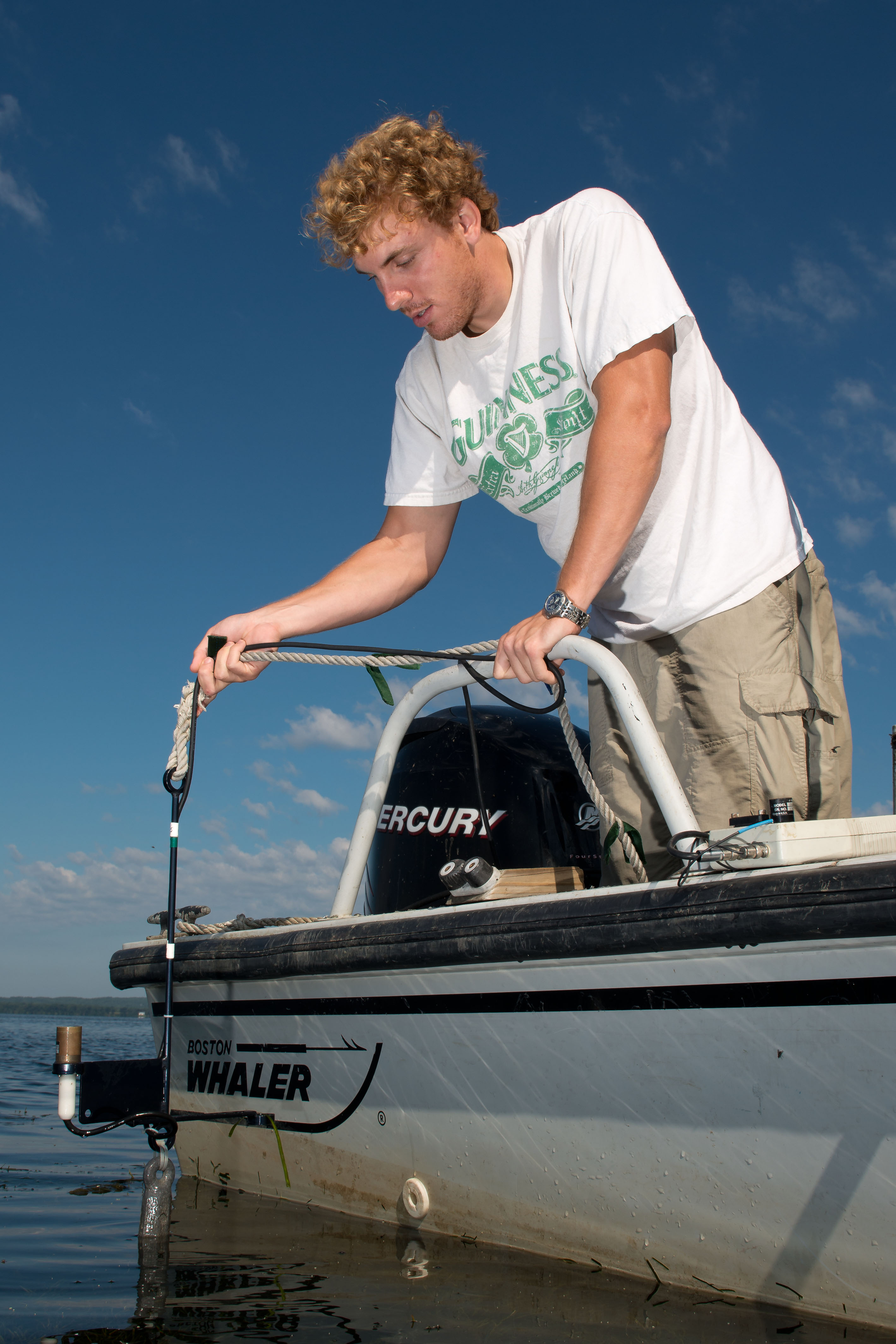
Medición de la atenuación de la luz, K _{d} (PAR), desde un barco en la bahía de Chesapeake. Esta es una medida de la atenuación de la luz descendente utilizando un sensor plano.

El coeficiente de atenuación de la luz, a menudo abreviado como "atenuación de la luz", describe la disminución de la radiación solar con la profundidad. Para calcular este coeficiente, la energía de la luz se mide en una serie de profundidades desde la superficie hasta la profundidad del 1% de iluminación. Luego, la disminución exponencial de la luz se calcula utilizando la Ley de Beer con la ecuación:
{\displaystyle {I_{z} \over I_{0}}=e^{-kz}}
donde k es el coeficiente de atenuación de la luz, I z es la intensidad de la luz en la profundidad z e I 0 es la intensidad de la luz en la superficie del océano. Lo que se traduce a:
{\displaystyle k={ln{I_{z} \over I_{0}} \over -z}}
Esta medición se puede realizar para colores de luz específicos o, de manera más amplia, para toda la luz visible. El coeficiente de atenuación de la luz de la radiación fotosintéticamente activa (PAR) se refiere a la disminución de toda la luz visible (400-700 nm) con la profundidad. La atenuación de la luz se puede medir como la disminución de la luz descendente (Kd) o la disminución de la luz escalar (Ko) con la profundidad. La atenuación de la luz es más útil como medida de la energía de la luz subacuática total disponible para las plantas, como el fitoplancton y la vegetación acuática sumergida .

### Turbiedad

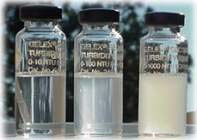
Tres viales de vidrio utilizados como estándares de turbidez para 5, 50 y 500 unidades nefelométricas de turbidez (NTU).

La turbidez es una medida de la turbidez del agua basada en la dispersión de la luz por partículas en un ángulo de 90 grados con respecto al detector. Un sensor de turbidez se coloca en agua con una fuente de luz y un detector en un ángulo de 90 grados entre sí. La fuente de luz suele ser luz roja o infrarroja cercana (600-900 nm). Los sensores de turbidez también se denominan turbidímetros o nefelómetros . En aguas más turbias, hay más partículas presentes en el agua y el detector capta más luz dispersada por las partículas. La turbidez es más útil para el monitoreo a largo plazo porque estos sensores suelen ser de bajo costo y lo suficientemente resistentes para implementaciones prolongadas bajo el agua.

### Atenuación del haz
La atenuación del haz se mide con un dispositivo llamado transmisómetro que tiene una fuente de luz en un extremo y un detector en el otro extremo, en un plano. La cantidad de luz transmitida al detector a través del agua es la transmisión del haz y la cantidad de luz perdida es la atenuación del haz. La atenuación del haz es esencialmente lo opuesto a la transmisión de la luz. El agua más clara con un coeficiente de atenuación de haz bajo tendrá una transmisión de luz alta, y el agua más turbia con un coeficiente de atenuación de haz alto tendrá una transmisión de luz baja. La atenuación del haz se utiliza como indicador del carbono orgánico particulado en aguas oligotróficas como el mar abierto.